# Efecte bumerang quàntic
L'efecte bumerang quàntic és un fenomen de mecànica quàntica pel qual els paquets d'ones llançats a través de mitjans desordenats tornen, de mitjana, als seus punts de partida, com a conseqüència de la localització d'Anderson i les simetries inherents al sistema. En els primers temps, l'asimetria de paritat inicial de l'impuls diferent de zero condueix a un comportament asimètric: desplaçament diferent de zero dels paquets d'ones des del seu origen. Durant molt de temps, la simetria inherent a la inversió del temps i els efectes de limitació de la localització d'Anderson condueixen a un comportament simètric corresponent: tant velocitat final zero com desplaçament final zero.

## Història
El 1958, Philip W. Anderson va introduir el model homònim de gelosia desordenada que presenta la localització, el confinament de les distribucions de probabilitat dels electrons dins d'un volum petit. En altres paraules, si un paquet d'ona es deixa caure en un medi desordenat, s'estendria inicialment però després s'acostaria a un abast màxim. A escala macroscòpica, les propietats de transport de la gelosia es redueixen com a resultat de la localització, convertint el que podria haver estat un conductor en un aïllant. Els models moderns de matèria condensada continuen estudiant el desordre com una característica important dels materials reals i imperfectes.
L'any 2019, els teòrics van considerar que el comportament d'un paquet d'ona no només es va deixar caure, sinó que es va llançar activament a través d'un medi desordenat amb un impuls inicial diferent de zero, predint que el centre de massa del paquet d'ona tornaria asimptòticament a l'origen durant molt de temps: l'efecte boomerang quàntic. Poc després, els experiments de simulació quàntica en entorns d'àtoms freds van confirmar aquesta predicció simulant el rotor de patada quàntica, un model que s'adapta al model d'Anderson de gelosies desordenades.

## Descripció
Penseu en un paquet d'ones {\displaystyle \Psi (x,t)\propto \exp \left[-x^{2}/(2\sigma )^{2}+ik_{0}x\right]} amb impuls inicial {\displaystyle \hbar k_{0}} que evoluciona en l'Hamiltonià general d'un medi gaussià, no correlacionat i desordenat:
{\displaystyle {\hat {H}}={\frac {{\hat {p}}^{2}}{2m}}+V({\hat {x}}),}
on {\displaystyle {\overline {V(x)}}=0} i {\displaystyle {\overline {V(x)V(x')}}=\gamma \delta (x-x')}, i la notació de la barra indica una mitjana de totes les possibles realitzacions del trastorn.
L'equació clàssica de Boltzmann prediu que aquest paquet d'ones hauria de frenar i localitzar-se en algun punt nou, és a dir, el final del seu camí lliure mitjà. No obstant això, quan es tenen en compte els efectes mecànics quàntics de la localització i la simetria d'inversió temporal (o alguna altra simetria unitària o antiunitaria), la distribució de la densitat de probabilitat {\displaystyle |\Psi ^{2}|} presenta elements oscil·latoris fora de la diagonal en la seva expansió de base pròpia que decauen en temps llargs, deixant enrere només elements diagonals independents del signe de l'impuls inicial. Com que la direcció del llançament no importa durant molt de temps, el paquet d'ones ha de tornar a l'origen.
El mateix argument d'interferència destructiva utilitzat per justificar la localització d'Anderson s'aplica al bumerang quàntic. El teorema d'Ehrenfest estableix que la variància ( és a dir, la propagació) del paquet d'ones evoluciona així:
{\displaystyle \partial _{t}\langle {\hat {x}}^{2}\rangle ={\frac {1}{2i\hbar m}}\left\langle \left[{\hat {x}}^{2},{\hat {p}}^{2}\right]\right\rangle =-{\frac {1}{2m}}\left({\hat {x}}{\hat {p}}+{\hat {p}}{\hat {x}}\right)\approx 2v_{0}\langle {\hat {x}}\rangle _{+}-2v_{0}\langle {\hat {x}}\rangle _{-},}
on l'ús de la funció de Wigner permet l'aproximació final de la distribució de partícules en dues poblacions {\displaystyle n_{\pm }} de velocitats positives i negatives, amb els centres de masses indicats
{\displaystyle \langle x\rangle _{\pm }\equiv \int \limits _{-\infty }^{\infty }xn_{\pm }(x,t)\mathrm {d} x.}

La trajectòria del centre de massa d'un paquet d'ones quàntics en un medi desordenat amb algun impuls inicial. Un paquet d'ones clàssic que obeeix l'equació de Boltzmann es localitza a l'extrem del seu camí lliure mitjà, però un paquet d'ones quàntics torna i es localitza a l'origen. S'aproxima amb el límit infinit del factor aproximant Padé als efectes d'aquesta figura.

Un camí que contribueix a {\displaystyle \langle {\hat {x}}\rangle _{-}} en algun moment ha de tenir un impuls negatiu {\displaystyle -\hbar k_{0}} per definició; ja que cada part del paquet d'ones es va originar amb el mateix moment positiu {\displaystyle \hbar k_{0}} comportament, aquest camí des de l'origen fins a {\displaystyle x} i des de la inicial {\displaystyle \hbar k_{0}} impuls fins a la final {\displaystyle -\hbar k_{0}} l'impuls es pot invertir en el temps i traduir-se per crear un altre camí des {\displaystyle x} tornar a l'origen amb el mateix moment inicial i final. Aquest segon camí invertit en el temps té la mateixa ponderació en el càlcul de {\displaystyle n_{-}(x,t)} i al final resulta {\displaystyle \langle {\hat {x}}\rangle _{-}=0}. No s'aplica la mateixa lògica {\displaystyle \langle {\hat {x}}\rangle _{+}} perquè no hi ha població inicial en estat d'impuls {\displaystyle -\hbar k_{0}}. Per tant, la variància del paquet d'ona només té el primer terme:
{\displaystyle \partial _{t}\langle {\hat {x}}^{2}\rangle =2v_{0}\langle {\hat {x}}\rangle .}
Això produeix un comportament a llarg termini
{\displaystyle \langle {\hat {x}}(t)\rangle =64\ell \left({\frac {\tau }{t}}\right)^{2}\log \left(1+{\frac {t}{\tau }}\right),}
on {\displaystyle \ell } i {\displaystyle \tau } són el camí lliure mitjà de dispersió i el temps lliure mitjà de dispersió, respectivament. La forma exacta del bumerang es pot aproximar utilitzant els aproximants Padé diagonals {\displaystyle R_{[n/n]}} extret d'una expansió en sèrie derivada amb la tècnica esquemàtica Berezinskii.